# Ethan du Preez
Ethan du Preez (ur. 9 czerwca 2003 w Kapsztadzie) – południowoafrykański pływak, olimpijczyk z Tokio 2020. Specjalizuje się w stylach dowolnym i motylkowym.

## Udział w zawodach międzynarodowych
| Impreza                                | Rok  | Miejsce      | Konkurencja                              | Wynik   | Wynik   |
| Impreza                                | Rok  | Miejsce      | Konkurencja                              | Czas    | Miejsce |
| -------------------------------------- | ---- | ------------ | ---------------------------------------- | ------- | ------- |
| Igrzyska olimpijskie                   | 2020 | Tokio        | 200 m st. motylkowym                     | 1:58,50 | 30.     |
| Igrzyska olimpijskie młodzieży         | 2018 | Buenos Aires | 200 m st. motylkowym                     | 2:02.76 | 13.     |
| Igrzyska olimpijskie młodzieży         | 2018 | Buenos Aires | 4×100 m st. dowolnym                     | —       | 8.      |
| Igrzyska olimpijskie młodzieży         | 2018 | Buenos Aires | 4×100 m st. zmiennym (mężczyzn)          | —       | 7.      |
| Mistrzostwa świata juniorów w pływaniu | 2019 | Budapeszt    | 800 m st. dowolnym                       | 8:25.59 | 34.     |
| Mistrzostwa świata juniorów w pływaniu | 2019 | Budapeszt    | 100 m st. motylkowym                     | 55.15   | 28.     |
| Mistrzostwa świata juniorów w pływaniu | 2019 | Budapeszt    | 200 m st. motylkowym                     | 1:58.83 | 8.      |
| Mistrzostwa świata juniorów w pływaniu | 2019 | Budapeszt    | 4x100 m st. zmiennym (sztafeta mieszana) | —       | E       |